# Richard Serra
Richard Serra (San Francisco, 2 novembre 1938 – Orient, 26 marzo 2024) è stato un performance artist, scultore minimalista e videoartista statunitense, conosciuto per il fatto di creare opere d'arte con fogli di metallo. Fece parte del movimento artistico del Process Art.

## Biografia
Richard Serra nacque il 2 novembre 1938 a San Francisco, negli Stati Uniti, secondogenito dei tre figli di Tony, spagnolo originario di Maiorca, e di Gladys, figlia di immigrati ebrei di Odessa.
Studiò letteratura inglese all'Università di Berkeley e, in seguito, all'Università di Santa Barbara, tra il 1957 e il 1961. Studiò poi belle arti all'Università Yale tra il 1961 e il 1964. Negli anni vissuti sulla costa occidentale contribuì al proprio mantenimento lavorando in una acciaieria, il che avrebbe avuto grande importanza sul suo lavoro successivo.
Nel 1964 Serra ricevette una borsa di studio che gli consentì di trasferirsi a Parigi, dove poté disegnare nello studio di Constantin Brâncuși, parzialmente ricostruito all'interno del Musée d'Art Moderne de la Ville de Paris in Avenue du Président-Wilson, permettendo a Serra di studiare il lavoro di Brâncuși, che in seguito lo avrebbe ispirato per la sua attività di scultore.
Serra trascorse l'anno successivo a Firenze, grazie a una borsa di studio Fulbright.
La sua prima mostra personale fu alla galleria La Salita di Roma nel 1966, nella quale presentò «animali vivi e imbalsamati insieme a collage scultorei».
Nel 1966, ancora in Europa, fu a Madrid dove poté vedere Las Meninas di Diego Velázquez e, convincendosi che non avrebbe mai potuto confrontarsi con Velázquez, decise di rinunciare alla pittura.
La prima esposizione in un contesto urbano di una sua opera permanente avvenne a Kassel nel 1977. 
Serra visse tra New York e la Nuova Scozia. Suo fratello maggiore Tony Serra, è un famoso avvocato e attivista politico di San Francisco, conosciuto per essere un sostenitore della resistenza fiscale.

## Le opere

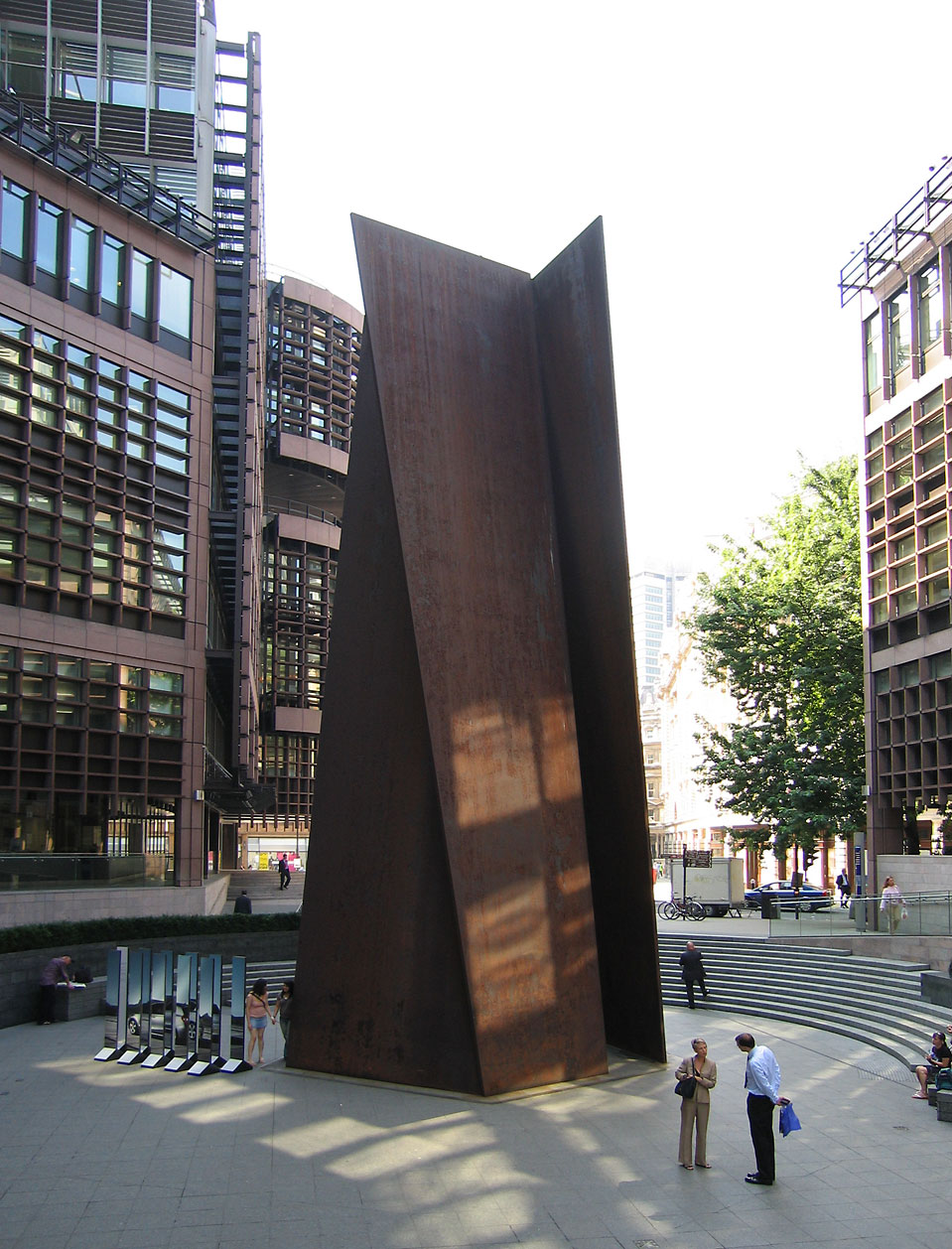
Fulcrum, 1987, una scultura d'acciaio alta 16,76 metri nei pressi della Liverpool Street Station, a Londra

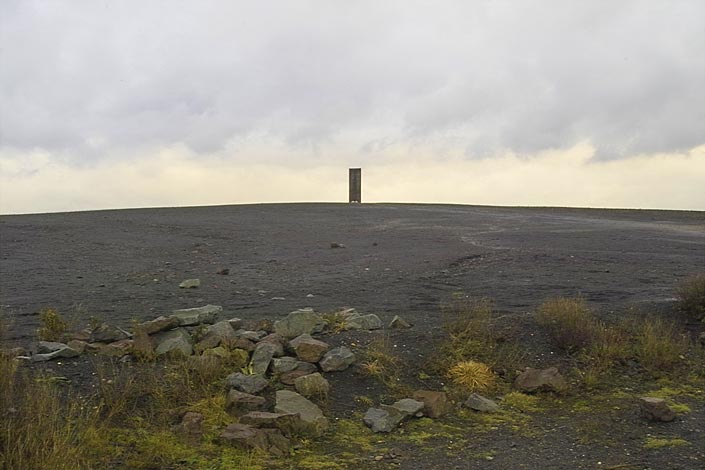
Bramme nel distretto della Ruhr, 1998, Essen

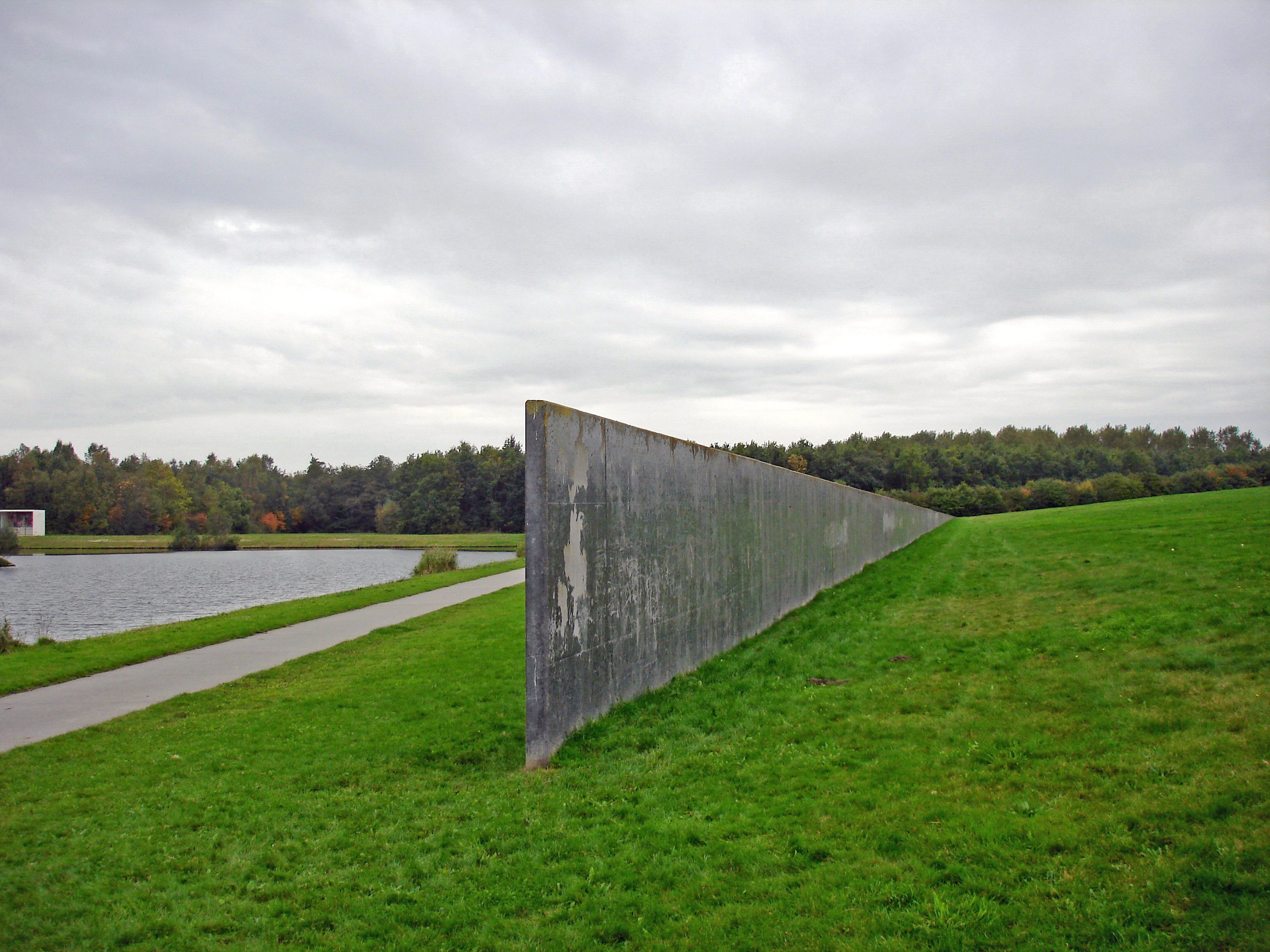
Sea Level (parte sud ovest), Zeewolde, Paesi Bassi

Serra fu uno dei primi artisti a vedere un suo lavoro artistico pubblico rifiutato fisicamente dal pubblico. Nel 1981, Serra installò l'opera Tilted Arc, un arco leggermente curvato, alto 3,50 metri, in acciaio dolce a Federal Plaza, nella città di New York. Ci furono delle controversie fin dal primo giorno di installazione dell'opera. Un'assemblea pubblica del 1985 terminò con una votazione per il trasferimento dell'opera, ma Serra protestò, sostenendo che l'opera fosse stata ideata per quel determinato sito e non poteva essere spostata altrove. Alla fine, il 15 marzo, l'opera fu smantellata da operai inviati dal governo federale e rottamata. Questi avvenimenti furono descritti in un libro satirico di William Gaddis, A Frolic of His Own.
Nel 2003 Richard Serra espose un'opera, denominata Naples, a Piazza del Plebiscito, a Napoli. Quest'ultima rappresenta una spirale, composta, come sempre, in fogli d'acciaio. Oggi è conservata al Museo Guggenheim di Bilbao.
Un'altra famosa opera di Serra è l'enorme scultura Snake, tre sinuosi fogli d'acciaio che creano un percorso curvilineo, opera permanentemente installata nella galleria più grande del Guggenheim di Bilbao. Nel 2005, il museo in questione espose altre opere di Serra.
Il rapporto con la Spagna, comunque, non fu sempre idilliaco. Nel 2005 il Museo Nacional Centro de Arte Reina Sofía di Madrid annunciò che un'opera di 38 tonnellate fosse andata perduta.
Nella primavera del 2005, Serra tornò a San Francisco per installare il suo primo lavoro in spazi pubblici in quella città: due lame d'acciaio di circa 15,24 metri (50 piedi) e del peso di 160 tonnellate, nel principale spazio all'aperto dell'Università di San Francisco. Nella stessa città, nel 2000, installò l'opera Charlie Brown, una scultura di circa 18,28 metri, nel quartier generale di una società. Per favorirne l'ossidazione, inizialmente degli spruzzatori furono puntati sulla struttura.
Nel 2006, alla Whitney Biennial, Serra mostrò un disegno raffigurante un prigioniero di Abu Ghraib con il titolo "Stop Bush".

## Richard Serra nei musei italiani
- Museo d'arte contemporanea Donnaregina MADRE di Napoli
- Museo Carandente, Palazzo Collicola - Arti visive di Spoleto

## Riconoscimenti
- 1970 – Guggenheim Fellowship
- 1981 – Goslarer Kaiserring assegnato dalla città di Goslar
- 1991 – Wilhelm-Lehmbruck-Preis assegnato dalla città di Duisburg
- 1994 – Premio Imperiale per la scultura
- 2001 – 49ª Biennale Arte di Venezia – Leone d'oro alla carriera
- 2001 – American Academy of Arts and Letters
- 2014 – National Arts Award: Premio alla carriera
- 2014 – Hermitage Museum Foundation Award
- 2017 – Alexej-von-Jawlensky-Preis assegnato dalla città di Wiesbaden
- 2018 – J. Paul Getty Medal

## Galleria d'immagini

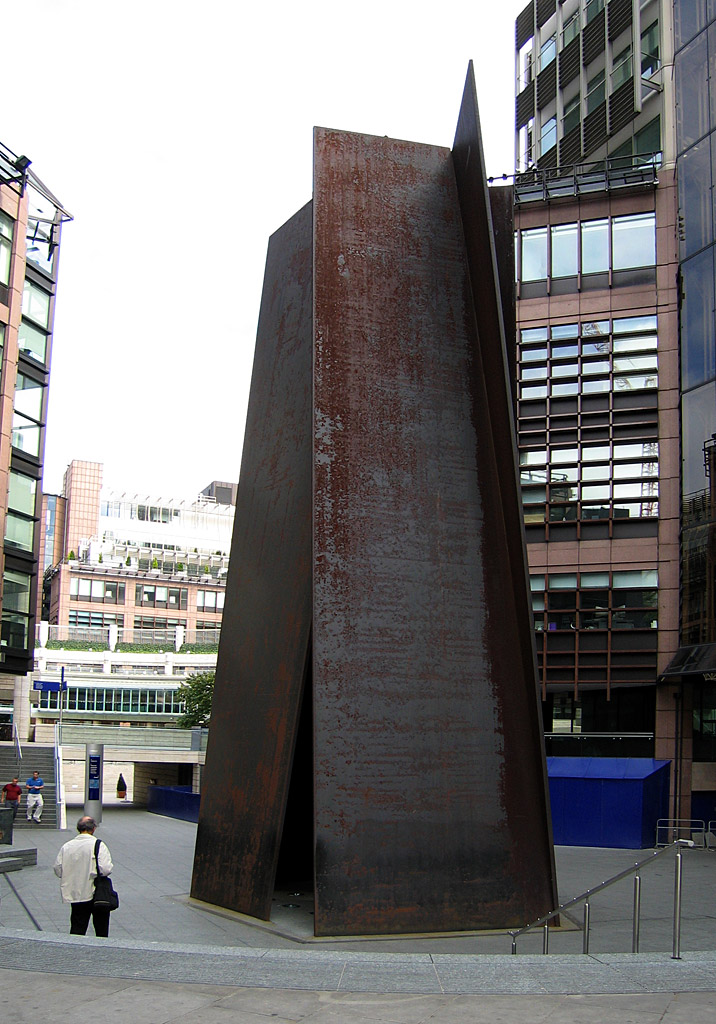
"Fulcrum" (1987), Broadgate, Londra
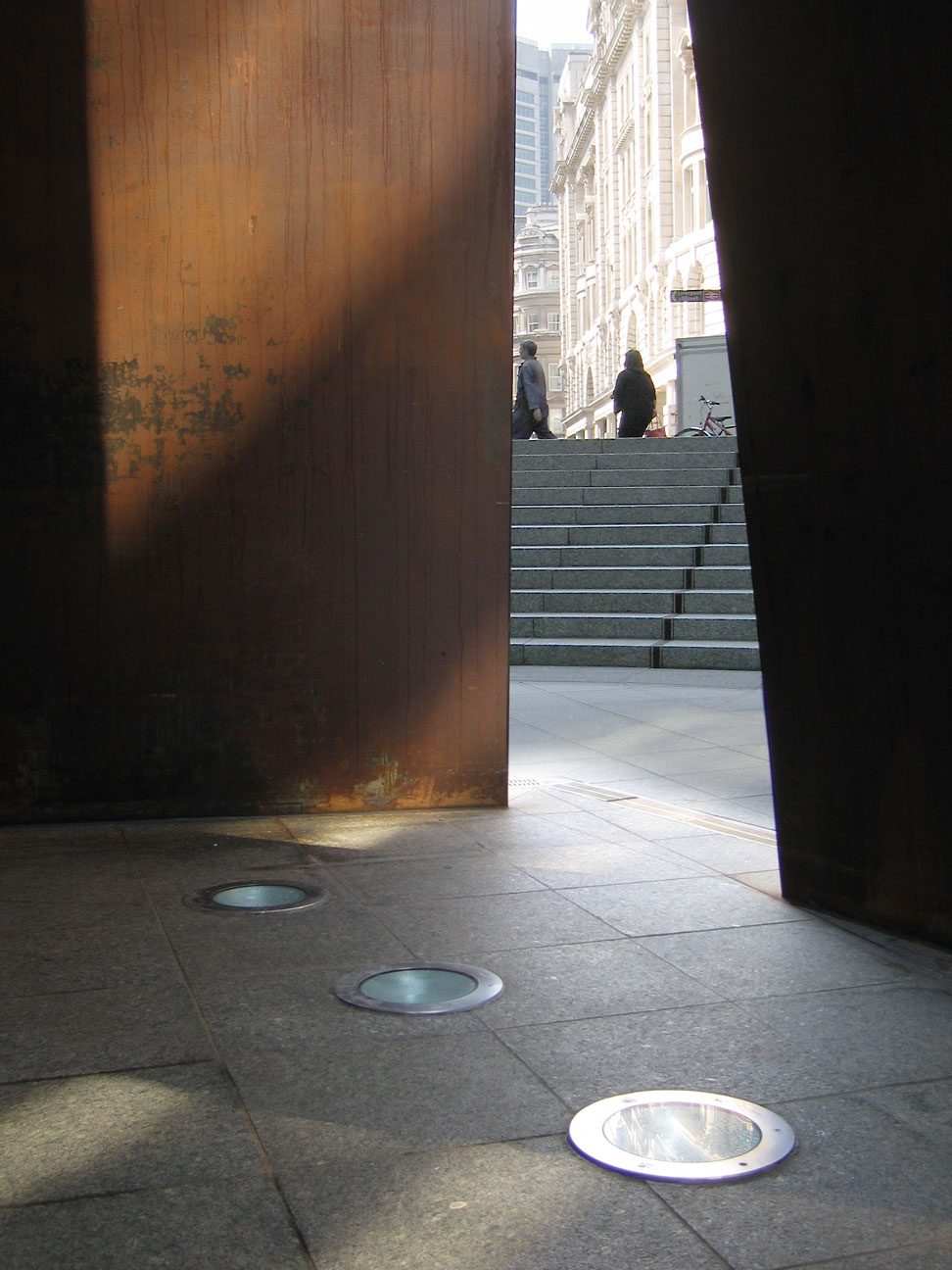
"Fulcrum" (1987), dettaglio interno
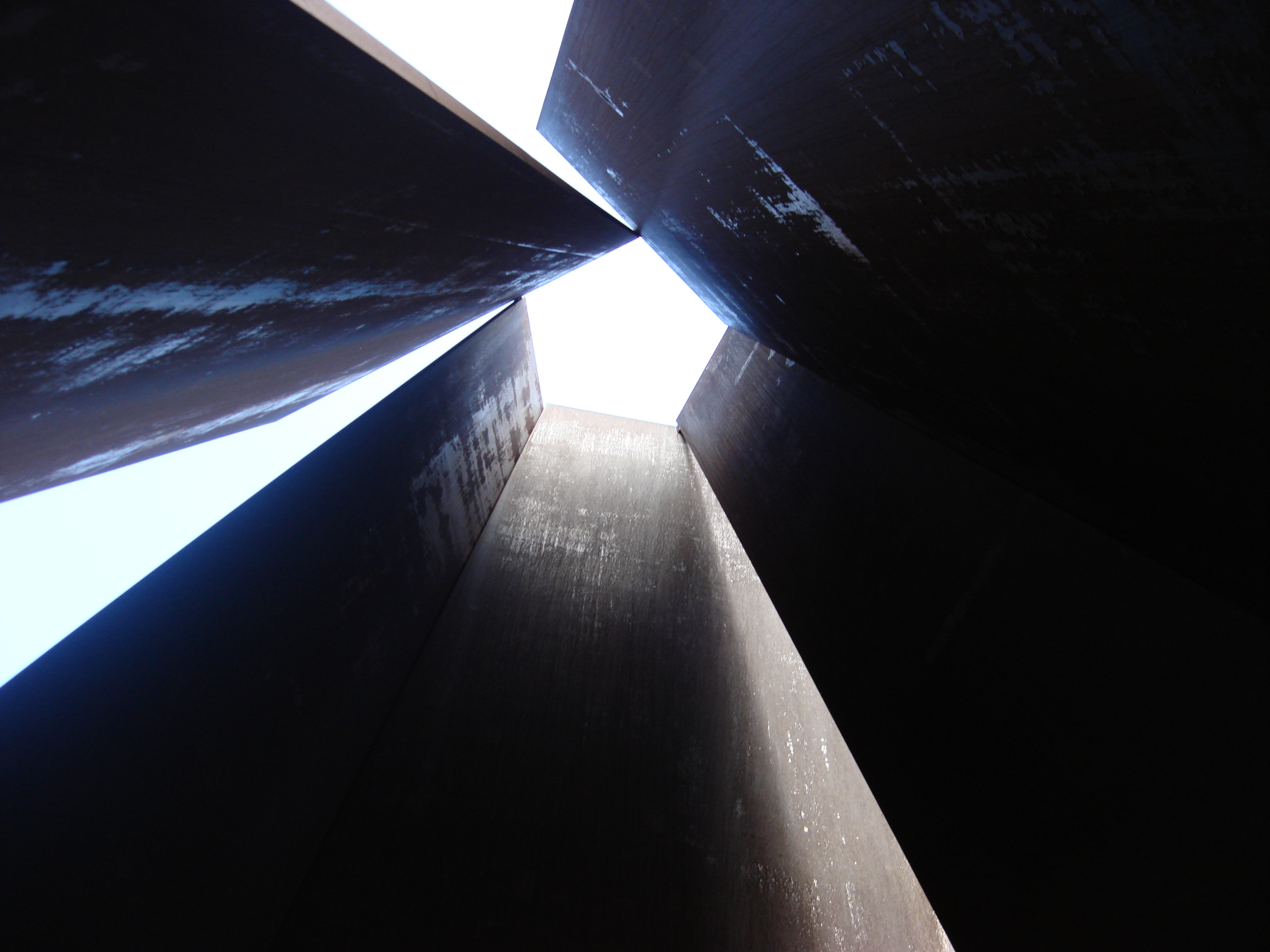
Interno del "Fulcrum"
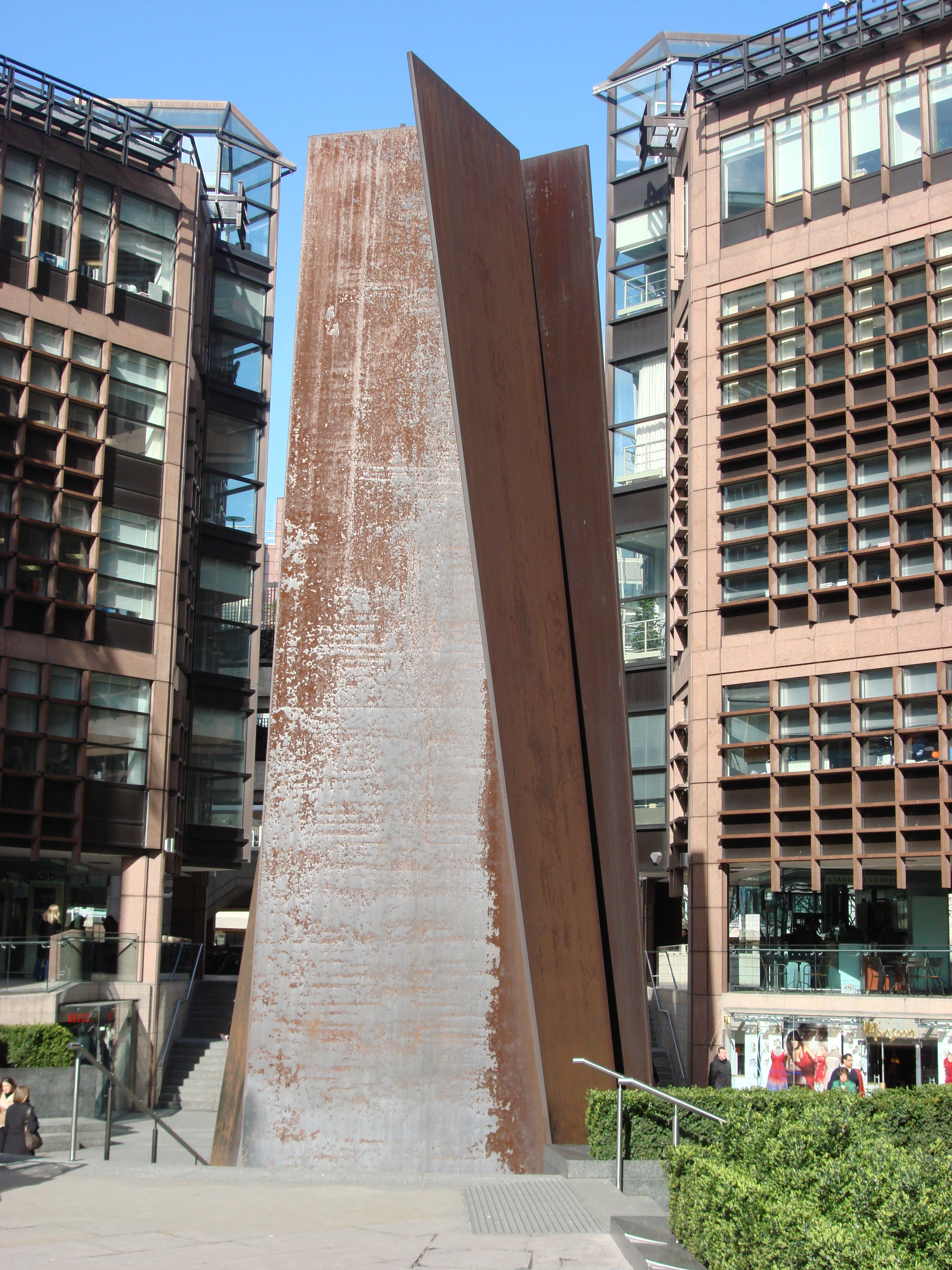
"Fulcrum"
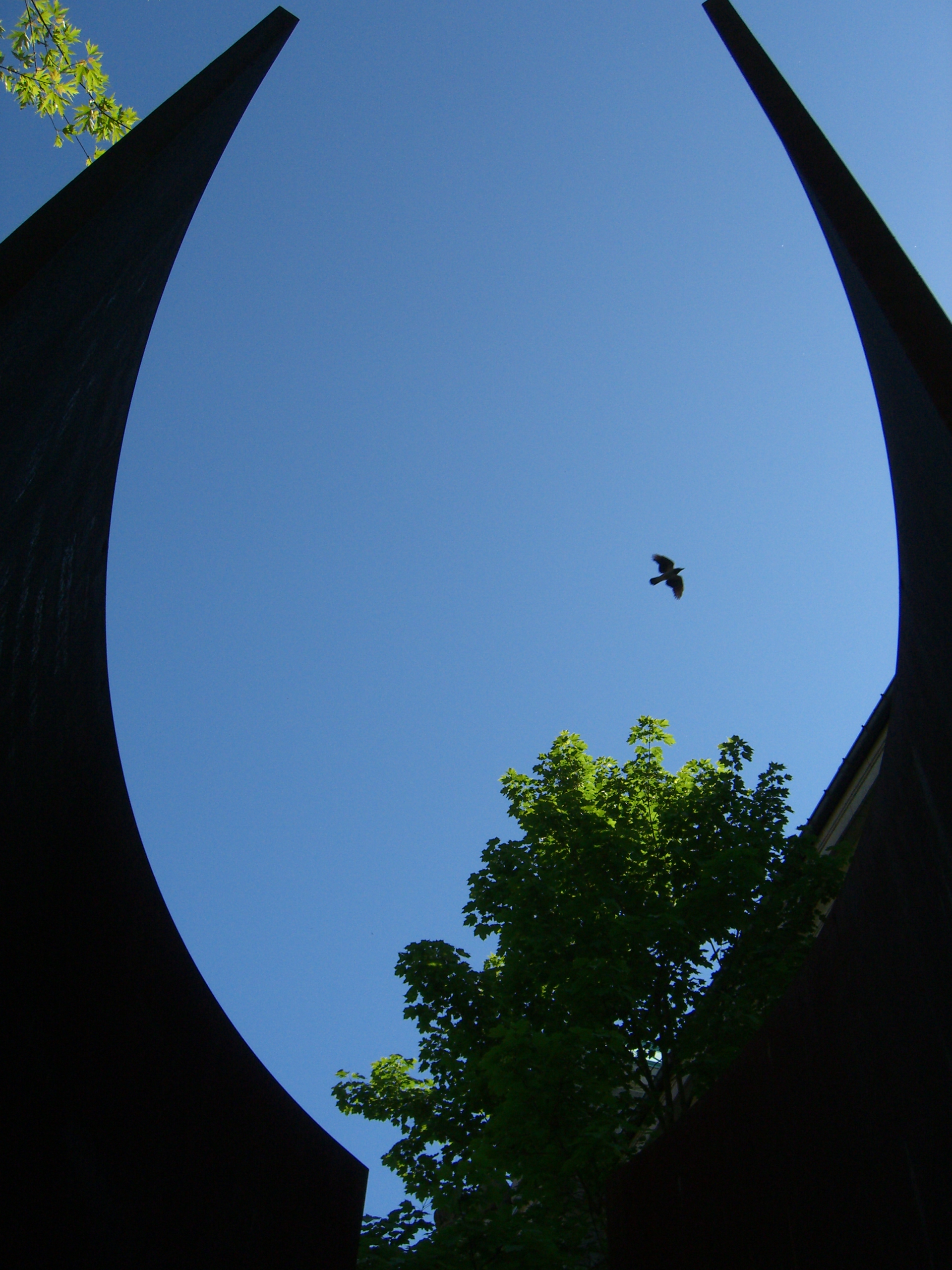
Scultura all'esterno del Museo d'Arte Contemporanea di Oslo
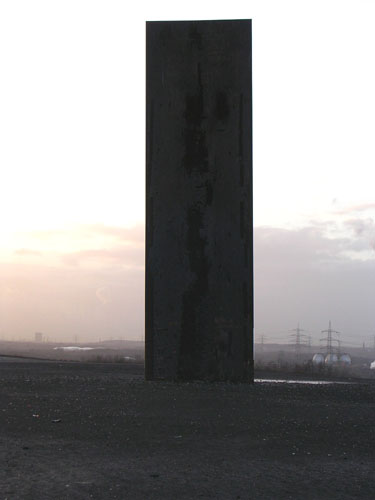
"Bramme für das Ruhrgebiet", Essen
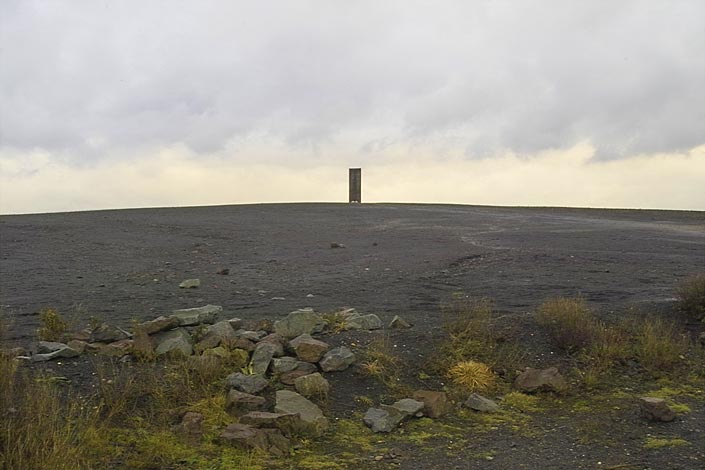
"Bramme"
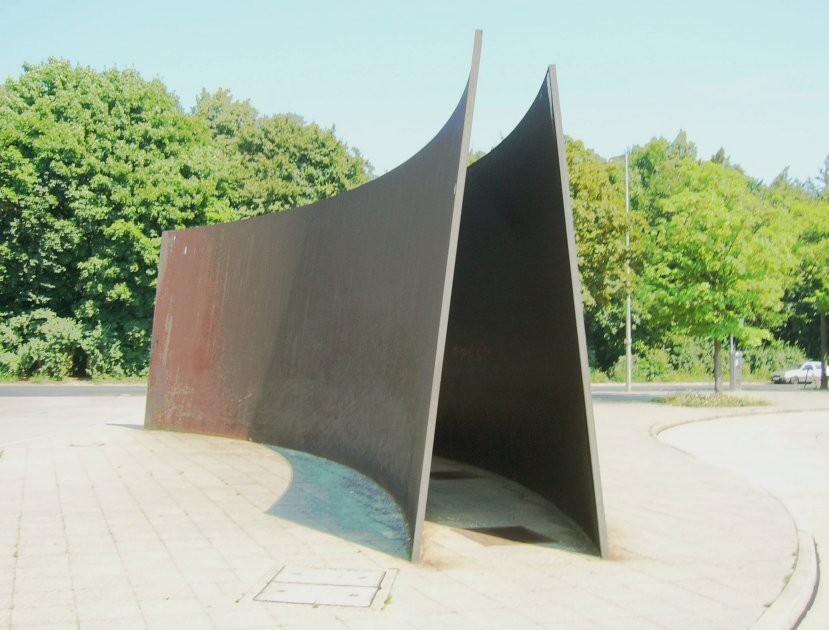
"Berlin Curves"
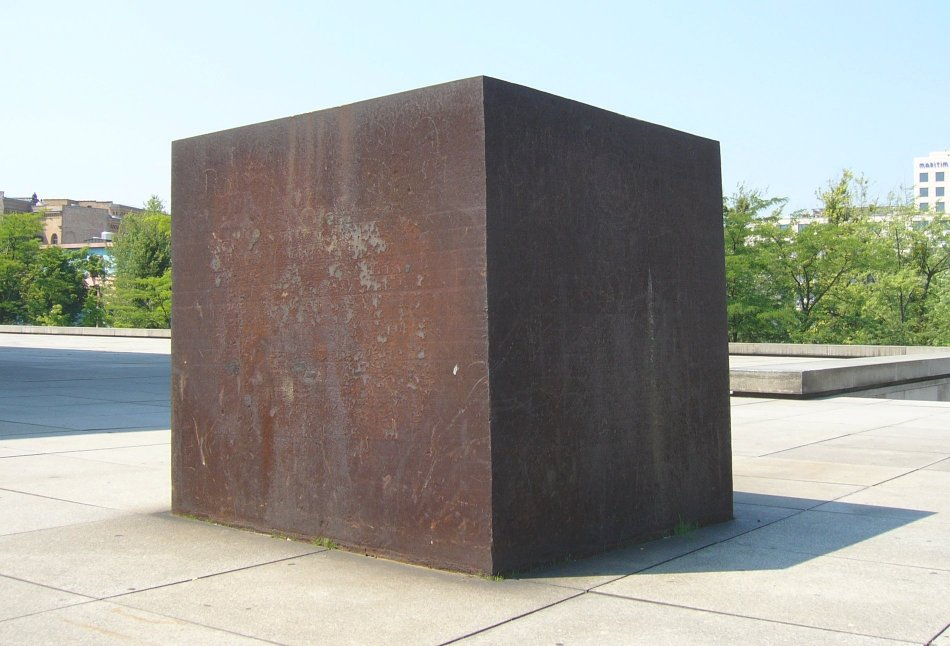
"Block for Charlie Chaplin", Berlino
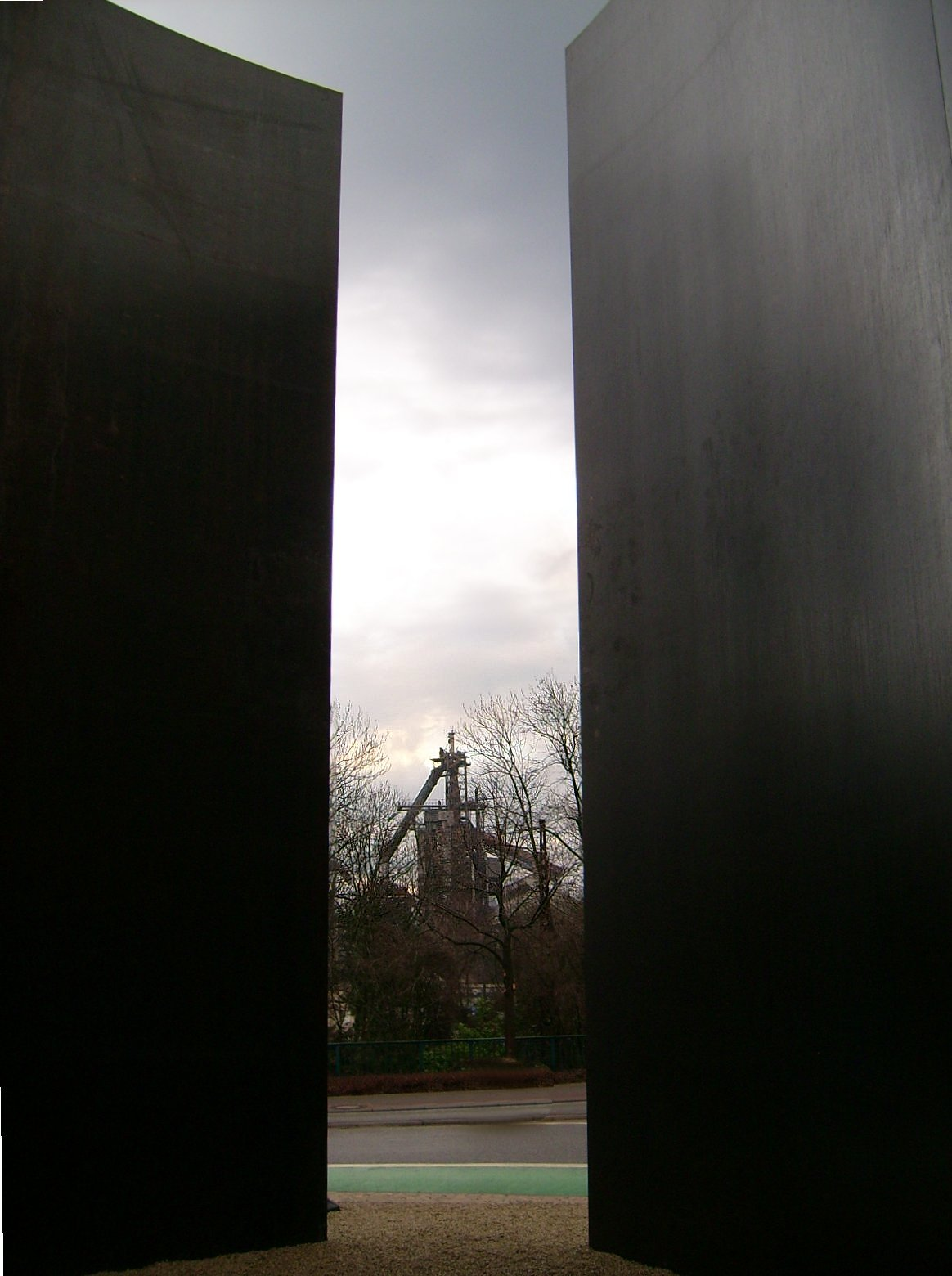
"Viewpoint" a Dillingen, Germania
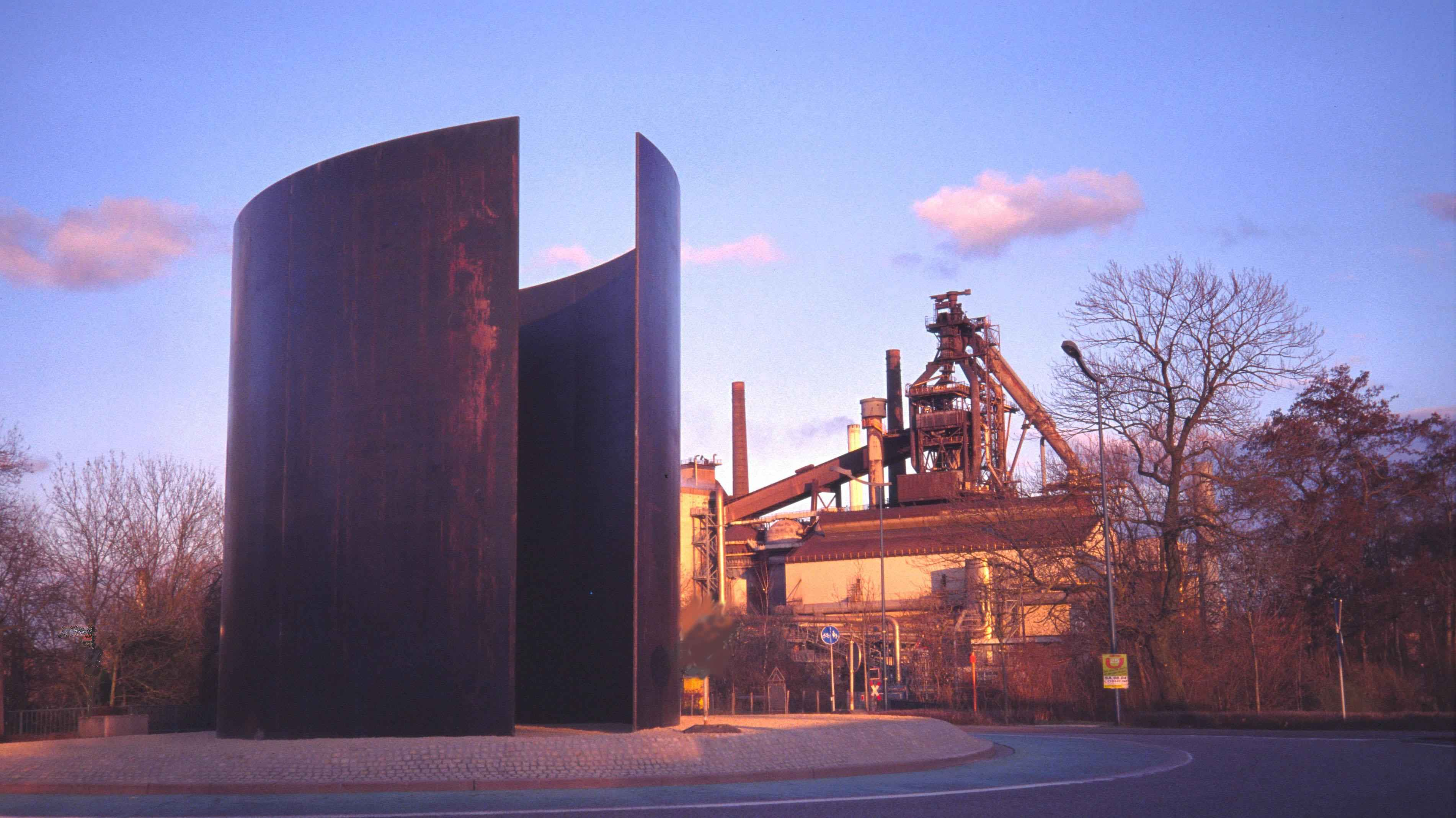
"Viewpoint"
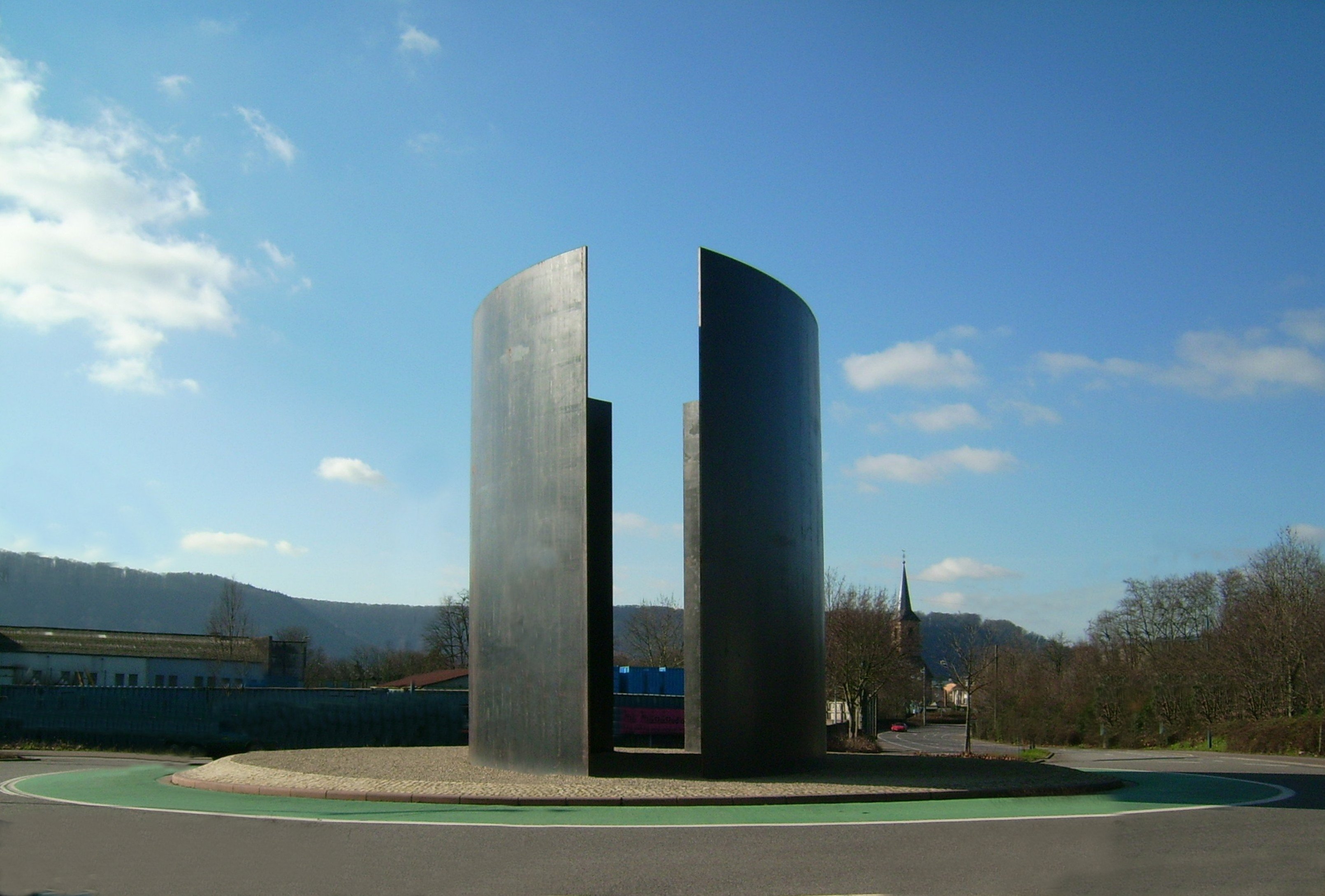
"Viewpoint"
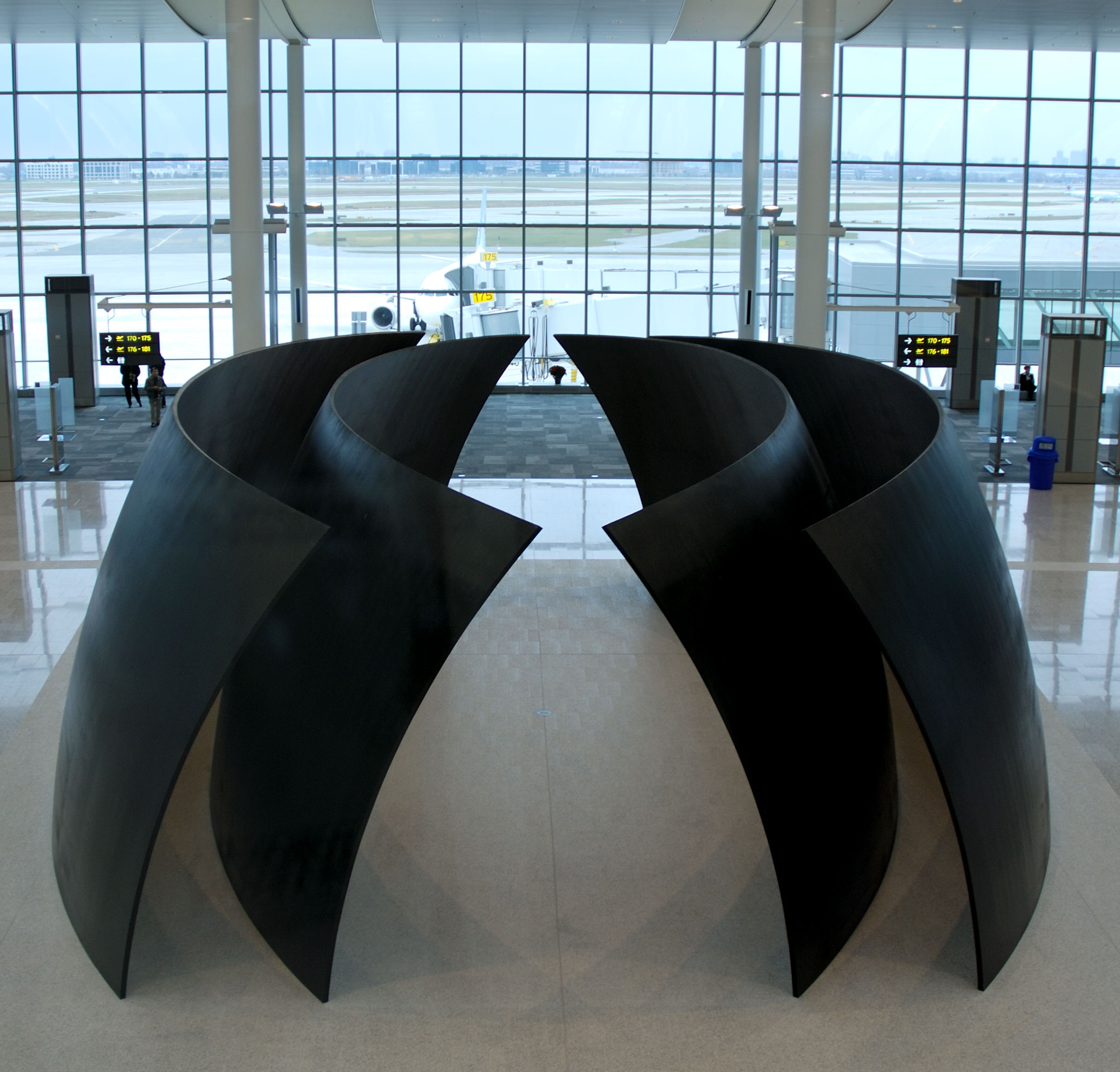
Opera di Serra all'aeroporto di Toronto